# География на Велико Търново
Велико Търново се намира в Централна Северна България, разположен в централен предбалкан и намиращ се във водосборния басейн на река Янтра.

## Местоположение
През градът преминават основни пътища свързващи Западни Балканите с Черно море и Централна Европа с Близкия Изток.

## Релеф
Релефът на града е силно разчленен. На изток градът е заобиколен от Търновските височини, на запад от Калъкая и Саламатя, на юг от Дебелския баир, Големия и малкия дувар, Патрял дял, на север от Орловец и Картала. Средната надморска височина е 220 метра. Най-високи точки: Гарга баир (373 м), Картала (359 м), Малкия дувар (351 м), Патрял дял (350 м).Около града има три пещери над 5 метра дълбочина – две в Търновските височини и иедна на Картала.

## Скали
Най-много скални образувания в града има в местонситте:Гарга баир,Картала,и други части от Търновските възвишения. Скалите най-често са:гранит, варовикови, монтморилонитови (бентонитови) глинести скали.

## Климат
Климатът е умерено континентален – летни температури средно – 21,8° С и абсолютен максимум 41,1° С/ и средна януарска температура –0,6° С и абсолютен минимум – 28,1° С/. Преобладават западните, северозападните и североизточни ветрове, ориентирани по речните долини. Средната скорост на вятъра е около 1,3 м/сек. Средногодишните валежи са 680 мм. Снегозадържането е средногодишно 60 дни. Средната влажност е 49%. Най-ниската средна годишна температура е през 1991 – 9,34 градуса по целзий, а най-високата през 2002 – 11,73 градуса по целзий. Най-много валежи 2005 г. – 1,056.0 мм. и най-малко 1985 – 531.6 мм.

## Геология
Геоложкия строеж е изграден от:На юг кониас – мастрит (теригено-карбонатни скали), сантон – мастрит (теригено-карбонатни скали), зеноман среден турон, горнооряховска свита (мергели и глинести мергели с прослойки от пясъчници), Ловшка ургонска група, варовици, пясъчни мергери, Кривненска свита на места пясъчникова задруга, шешшевска свита – алевролити и често глауконити.

## Води
През града преминава голямата река Янтра. На километър южно от града, при гр. Дебелец, Дряновска река се влива в р. Белица (от басейна на Янтра).
Протичат още няколко малки реки: Орлова река (в местността Картала), Светогорска и Ксилифорска. Край града са разположени езерата Света гора и Ксилифор. В града и край него са изградени над 50 водохранилища. Основен питеен източник е хидровъзел „Йовковци“.

## Почви
Черноземът се намира в историческата и равнинната част на града (Асенов, Варуша, Марино поле, Чолаковци, Акация). Сиви горски преобрадават в Търновските височини, Картала и Бузлуджа. Алувиално-ливадни почви се сещат при устиета на реките Янтра и Дряновска.